# Что-то кончается, что-то начинается
«Что-то кончается, что-то начинается» (пол. Coś się kończy, coś się zaczyna) — рассказ, написанный Анджеем Сапковским по вселенной Саги о Ведьмаке. Рассказ был написан по просьбе фан-клуба, как шутка автора, не входит в канон «Ведьмака» и даже противоречит ему. В рассказе описана не состоявшаяся по сюжету основной серии свадьба Геральта и Йеннифэр, при этом многие погибшие в книгах персонажи в рассказе живы и приезжают праздновать эту свадьбу.
В честь рассказа назван заключительный квест в игре «Ведьмак 3: Дикая охота».